# XLAB
XLAB d.o.o.はスロベニアの首都リュブリャナに本拠地を構えるソフトウェア開発企業である。XLABはクラウドコンピューティングおよび分散コンピューティング技術にフォーカスした企業であり、2001年に設立された。リサーチ部門は  欧州のICT研究プロジェクト等、数々のプロジェクトに参加しており、特にXtreemOS、SLA@SOIおよびContrailは注目に値する。

## ヨーロッパでの研究
2012年のEuropean Commission studyによると、XLABは2007年から2012年の間の欧州基金で考えた場合にスロベニア国内で3番目に重要な研究組織であり、スロベニア国内で初の私的研究機関である。
XLABの主な研究対象は以下の通り:
- 連合アイデンティティ – Contrail,[4][5] XtreemOS,[6]
- スーパーコンピュータ およびクラウド基盤 – Fortissimo,[7][8][9]
- 未来の コンピュータネットワーク および インターネット – Mo-Bizz,[10]
- エネルギー効率と スマートグリッド – FINESCE[11][12][13] and eBadge,[14][15]
- 認知システム、 センサ および ロボット工学 – Giraff+,[16][17][18]
- 信頼性の高い  ICT – ACDC, [19][20][21]and SPECS[22][23][24].

更に、People's Security (Pandora, Odyssey), Digital Culture (MOSAICA), and 
Lifelong learning (Creatin, dCDDFlite and other Leonardo and Erasmus+ projects)を初め、数々のスロベニアの国家プロジェクトに参画している。

## 製品とサービス
XLABは研究部門以外に、一般向けにもソフトウェアおよびサービスを提供している。例として、GISソリューションGaea+、メディカルイメージング MedicView、そして主要製品としてISL Onlineがある。
ISL Onlineはインターネット上でクラウドサービスとして提供されているセキュアなリモートデスクトップおよびライブチャットであり、製品はMicrosoft Windows、macOS、Linux、iOS (アップル)、Android上で動作し、個人をはじめ中小企業や多国籍企業を含めた次のような大企業 Teleroute (ベルギー), Telecom Slovenia (スロベニア), Azteca (メキシコ), キヤノン (日本), スイスポスト (スイス)でも使用されている。

## 受賞歴
- 2014 Device Monitor application received the IPACSO European コンピュータセキュリティ & Privacy Innovation Award[36]

- 2014  Smart Locator application among recipients of The Chamber of Commerce and Industry (GZS) Golden Award for Best Innovations in Slovenia[37]

- 2014  Smart Locator application received 112 EENA Award for Outstanding Emergency Services innovation[38][39]

- 2013   XLAB’s real-time  geospatial renderer Gaea+ was awarded 1st prize at the NASA World Wind Competition[40][41][42]

- 2012  XLAB received The Chamber of Commerce and Industry of Slovenia (GZS) Award for entrepreneurial achievements[43][44]

- 2011  XLAB received the EuroCloud Slovenia Award for Best Cloud Services[45]